# 上海国会非常会议
上海国会非常会议是1923年中华民国策划召开的国会非常会议，以反对直系逼迫大总统黎元洪去职。后因议员人数不足，该次会议未能举行。

## 沿革
1923年6月13日，受直系控制的中华民国大总统黎元洪在直系逼迫下辞去大总统一职，到天津后乃通电反对直系，以图复位。当时，孙中山同奉系张作霖、皖系卢永祥、段祺瑞结成了反直三角同盟，准备在上海召开国会非常会议。到 1923年7月中旬，有二百多名议员抵达上海。章太炎等议员还致电黎元洪，希望黎元洪“挺身而出”赴上海。但后来黎元洪没有来上海，由于赴上海的国会议员人数不足法定数额，此次国会非常会议流产。